# SolidWorks
SolidWorks è un software di disegno e progettazione tridimensionale parametrica, prodotto e commercializzato dalla Dassault Systèmes. Nasce come software appositamente dedicato per l'ingegneria meccanica ed è quindi particolarmente utile per la progettazione di apparati meccanici, anche complessi.

## Storia
SolidWorks Corporation fu fondata a Waltham nel dicembre 1993 da Jon Hirschtick, uno studente del MIT. Ingaggiò un team di tecnici per costruire un sistema CAD 3D facile da usare, economico e che utilizzasse Windows come sistema operativo. Nel quartier generale a Concord nel 1995 venne pubblicata la prima release, SolidWorks 95. Nel 1997 Dassault Systèmes, molto nota per CATIA, acquisì l'azienda di cui detiene il 100% delle azioni. SolidWorks fu guidata da John McEleney dal 2001 al luglio 2007 e Jeff Ray dal 2007 al gennaio 2011. Dal 2011 al 2014 il CEO è Bertrand Sicot. Nelle prime settimane del 2015 la guida di SolidWorks è stata affidata a Gian Paolo Bassi.

## Caratteristiche
Il software prevede la creazione di disegni 2D e 3D di solidi e superfici, attraverso un sistema geometrico di tipo parametrico e completamente personalizzabile. Solidworks si rivela estremamente intuitivo, per cui il suo uso risulta non difficile anche agli utenti meno esperti o provenienti da altri sistemi CAD. Solidworks consente di portare disegni da 2 a 3 dimensioni e viceversa, con semplici operazioni, importando ed esportando file di AutoCAD (DWG, DXF).
Il software è inoltre in grado di importare ed esportare geometrie in una grande varietà di formati tridimensionali, in particolare è in grado di importare (anche solo se come corpo grafico) file creati con altri programmi di progettazione meccanica. Il disegno parametrico consente di impostare numerosi tipi di relazioni (parallelismo, concentricità, perpendicolarità, collinearità, uguaglianza, coassialità, simmetria e moltissimi altri). Lo strumento Equazioni consente inoltre di impostare relazioni tra le quote geometriche (ad esempio, allo scopo di mantenere il raggio di raccordo pari ad un quarto di un lato, oppure definendo un angolo come triplo di un altro).

## Cronologia versioni
| Nome                | Versione | Data di pubblicazione |
| ------------------- | -------- | --------------------- |
| SolidWorks 95       | 44       | novembre 1995         |
| SolidWorks 96       | 243      | Inizio 1996           |
| SolidWorks 97       | 483      | Fine 1996             |
| SolidWorks 97Plus   | 629      | 1997                  |
| SolidWorks 98       | 817      | 1997                  |
| SolidWorks 98Plus   | 1008     | 1998                  |
| SolidWorks 99       | 1137     | 1998                  |
| SolidWorks 2000     | 1500     | 1999                  |
| SolidWorks 2001     | 1750     | 2000                  |
| SolidWorks 2001Plus | 1950     | 2001                  |
| SolidWorks 2003     | 2200     | 2002                  |
| SolidWorks 2004     | 2500     | 2003                  |
| SolidWorks 2005     | 2800     | 2004                  |
| SolidWorks 2006     | 3100     | 2005                  |
| SolidWorks 2007     | 3400     | 2006                  |
| SolidWorks 2008     | 3800     | 1 luglio 2007         |
| SolidWorks 2009     | 4100     | 28 gennaio 2008       |
| SolidWorks 2010     | 4400     | 9 dicembre 2009       |
| SolidWorks 2011     | 4700     | 17 giugno 2010        |
| SolidWorks 2012     | 5000     | settembre 2011        |
| SolidWorks 2013     | 6000     | 30 settembre 2012     |
| SolidWorks 2014     | 7000     | 7 ottobre 2013        |
| SolidWorks 2015     | 8000     | 9 settembre 2014      |
| SolidWorks 2016     | 9000     | 22 settembre 2015     |
| SolidWorks 2017     | 10000    | 20 settembre 2016     |
| SolidWorks 2018     | 11000    | 26 settembre 2017     |
| SolidWorks 2019     | 12000    | 9 ottobre 2018        |
| SolidWorks 2020     | 13000    | 18 settembre 2019     |
| SolidWorks 2021     |          | 22 settembre 2020     |
| SolidWorks 2022     |          | 15 settembre 2021     |
| SolidWorks 2023     |          | 29 settembre 2022     |

Tra le varie, numerosissime caratteristiche, spiccano le seguenti:
- Lamiera: strumento che consente di lavorare le funzioni solide come se fossero elementi in lamiera, procedendo a punzonatura, imbutitura, lacerazione, piega ecc. È inoltre possibile convertire un solido standard in lamiera (se presenta le caratteristiche adatte).
- Saldature: controllo completo della saldatura tra le parti disegnate.
- DimXpert: strumento per l'assegnazione di quote con tolleranze dimensionali e geometriche, che permette poi uno studio sulle possibilità di gioco ed interferenza.
- Toolbox: insieme di piccoli strumenti per calcoli strutturali su travi, camme, cuscinetti ecc.
- Librerie: una vasta gamma di pezzi standard (bullonature, ruote dentate, travi, elementi di collegamento ecc.) ed elementi provenienti da aziende sponsor (ad esempio cuscinetti SKF).
- Scanning 3D: possibilità di lavorare su file derivanti da scanner 3D, portando al riconoscimento di facce e superfici e permettendo di ricostruire il solido.
- Studio di movimento: consente di creare la movimentazione fisicamente realistica degli elementi progettati, tenendo conto dei giochi, del contatto, della gravità e altre forze agenti.
- Animazione: permette di ottenere dei filmati che mostrino qualunque variazione nel prodotto, come la rotazione, l'esplosione di assiemi, il cambiamento di colore e proprietà visive ecc.
- Plug-in PhotoView 360: programma aggiuntivo integrato per il rendering, che consente di applicare materiali, texture, immagini e luci al modello per ottenere effetti grafici fotorealistici. (non più disponibile dalla versione SolidWorks 2024)
- PhotoView 360: programma che permette di ottenere render in maniera rapidissima. (non più disponibile dalla versione SolidWorks 2024)
- Solidworks RX: strumento per la soluzione dei problemi del software.
- e-drawings: Programma per vedere e creare file 3D leggeri ma completi da inviare tramite posta elettronica a destinatari che non possiedano SolidWorks.
- Solidworks viewer: programma che permette di vedere i file SolidWorks (senza avere una licenza).
- Solidworks Composer: programma per salvare ed aprire file nel formato 3D via.
- Creazione automatica di sistemi di collegamento: riconoscendo automaticamente i fori, SolidWorks è in grado di applicare bullonature e collegamenti in maniera veloce ed automatica tramite semplici dati in input.

Solidworks, nelle sue versioni più complete, comprende anche due software integrati di analisi agli elementi finiti (FEM /FEA) per calcoli strutturali e fluidodinamici:
Simulation (ex Cosmos):
- analisi statica;
- analisi a fatica;
- analisi non lineare;
- analisi di vibrazione;
- analisi di impatto;
- analisi termica (conduzione, irraggiamento);
- possibilità di impostare carichi inerziali dallo studio fisico del moto d'assieme.

FloWorks:
- analisi fluidodinamica di fluidi comprimibili e non, compreso calcolo degli effetti di cavitazione;
- possibilità del calcolo di convezione termica.

## Compatibilità
Il software è attualmente (novembre 2020) disponibile solo per sistemi Microsoft Windows, sistema operativo nativo del prodotto sin dal 1995.